# Parafia Przemienienia Pańskiego w Garwolinie
Parafia Przemienienia Pańskiego w Garwolinie – parafia rzymskokatolicka w Garwolinie.
Parafia erygowana w 1466. Obecny kościół parafialny, murowany, neobarokowy wybudowany w latach 1890–1894, staraniem księży Adama Sadowskiego i Józefa Oknińskiego, konsekrowany w 1900 roku przez biskupa lubelskiego Franciszka Jaczewskiego. Mieści się przy ulicy Staszica.
Terytorium parafii obejmuje również sąsiednie miejscowości: Czyszkówek, Dudkę, Głosków, Jagodne, Lucin, Łętów, Natalię, Niecieplin, Nowy Puznów, Stary Puznów, Unin-Kolonię  oraz  Żabieniec.

## Linki zewnętrzne

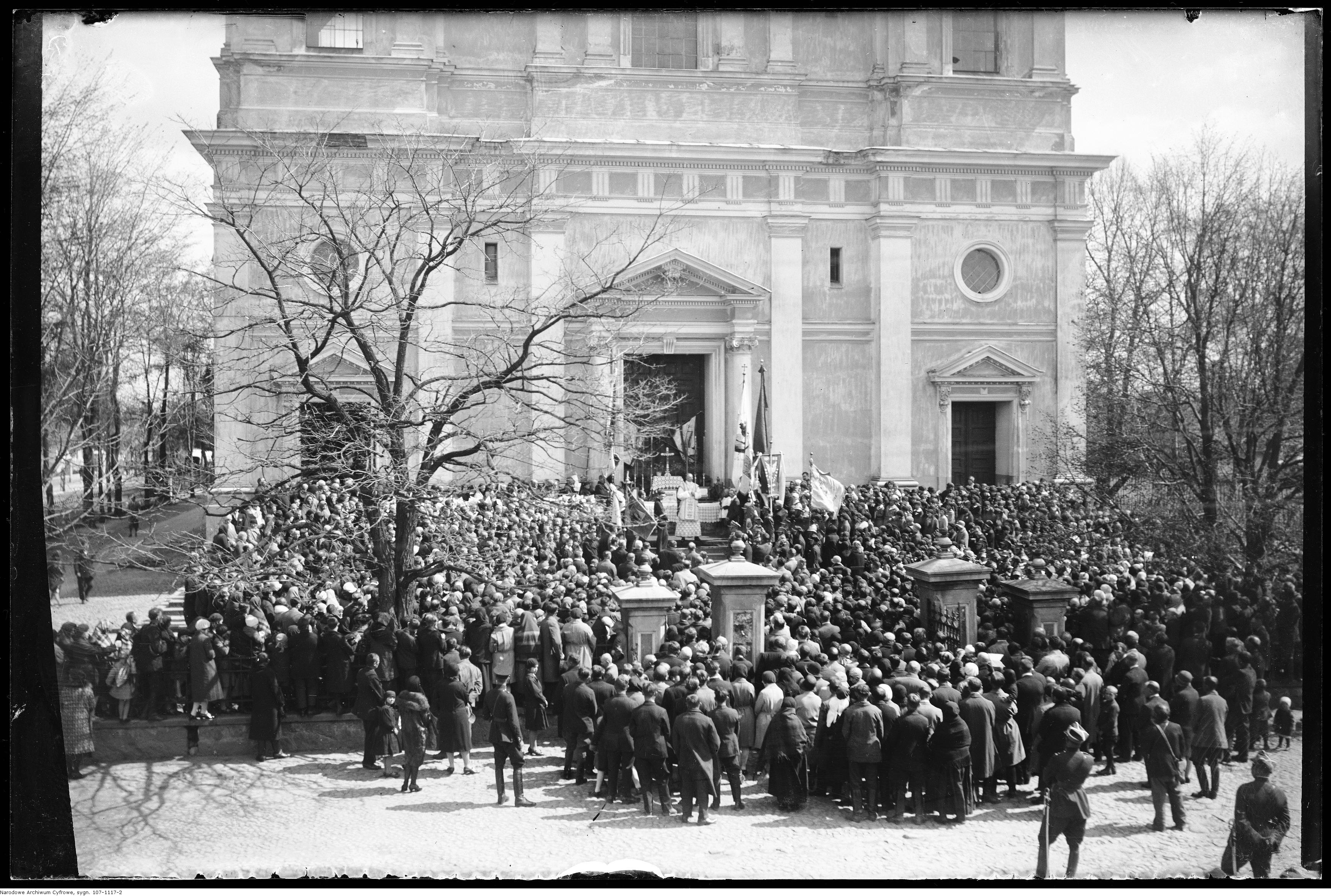
Uczestnicy uroczystości przed kościołem Przemienienia Pańskiego w Garwolinie w latach 30. XX w.